# زمین‌لرزه ۲۰۰۹ هندوراس

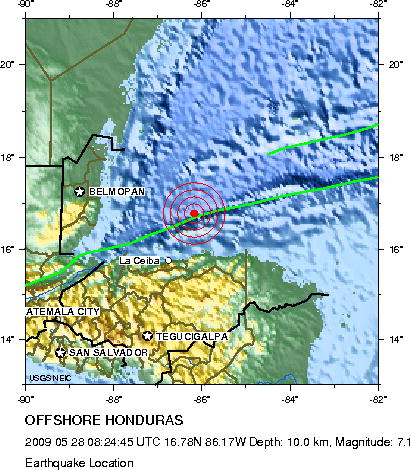
مرکز زمین‌لرزه ۲۸ مه ۲۰۰۹ هندوراس

زمین‌لرزه هندوراس  در تاریخ ۲۸ مه ۲۰۰۹ میلادی، برابر با ‎۷ خرداد ۱۳۸۸، ساعت ۰۸:۲۴:۴۵٫۱ به زمان یوتی‌سی در هندوراس ، منطقه دریای کارائیب رخ داد.ژرفای این زلزله ۱۰٫۰ کیلومتر بود. بزرگی آن ۷٫۳ در مقیاس Mw بدست آمده‌است.
شمار کشتگان نزدیک به ۷ نفر گزارش شده‌است.
پروژهٔ جهانی تنسور گشتاور مرکزوار پارامتر زمان مرکزوار زمین‌لرزه را با اختلاف ۱۹٫۸ ثانیه نسبت به زمان رخداد اشاره شده در بالا و مختصات مرکزوار را در ۱۶°۳۰′شمالی ۸۷°۱۰′غربی / ۱۶٫۵۰°شمالی ۸۷٫۱۷°غربی محاسبه کرد و همچنین، ژرفا در ۱۲٫۰ کیلومتر ثابت شده‌است. در این محاسبات زاویه‌های (راستا، شیب، ریک) گسل سازندهٔ زمین‌لرزه و صفحه عمود بر آن برابر با (°۶۳، °۶۰، ° -۷) یا (°۱۵۶، °۸۴، °-۱۵۰) حاصل شده‌است.